# 1929 au Canada
Pour un article plus général, voir Chronologie du Canada.
Cet article traite des événements qui se sont produits durant l'année 1929 au Canada.

## Événements

### Politique
- Au Québec, la crise aboutit à la dénonciation du régime démocratique d’origine anglaise par le groupe de Paul Bouchard, qui exprime sa sympathie pour les régimes totalitaires et corporatifs, et celui d’Adrien Arcand, franchement fasciste et raciste.

- 6 juin : élection générale saskatchewanaise. James Garfield Gardiner (libéral) est réélu premier ministre de la Saskatchewan.

### Sport

#### hockey sur glace
- Fin de la Saison 1928-1929 de la LNH.
- Début de la Saison 1929-1930 de la LNH.

#### cyclisme
- première édition des Six Jours de Montréal

### Économie
- Au Canada comme aux États-Unis, la situation en 1929 passe de très profitable à catastrophique.

### Science
- Fondation de la Société géographique royale du Canada.

### Culture

#### Chanson
- 6 décembre : lancement du premier disque de chansons de La Bolduc.
- Joseph Allard compose le Reel de Sainte-Anne.

#### Radio
- L'Heure provinciale présentée par Édouard Montpetit.

### Religion
- L'Église Notre-Dame-des-Victoires (Québec) est classée monument historique.

## Naissances
- 17 janvier : Jacques Plante, joueur de hockey sur glace.
- 28 février : Frank Gehry, architecte.
- 15 avril : Gérald Beaudoin, sénateur canadien provenant du Québec.
- 10 mai :
  - Antonine Maillet, écrivaine.
  - Peter Charles Newman, journaliste.
- 18 mai : Walter Pitman, homme politique.
- 7 juin : 
  - John Turner, premier ministre du Canada.
  - Walter Weir, premier ministre du Manitoba.
- 26 juillet : Marc Lalonde, homme politique et avocat.
- 30 juillet : Bill Davis, premier ministre de l'Ontario.
- 11 octobre : Raymond Moriyama, architecte.
- 14 octobre : Yvon Durelle, boxeur.
- 22 octobre : Jean-Robert Gauthier, homme politique.
- 2 novembre : Richard E. Taylor, physicien.
- 9 novembre : Marc Favreau, comédien.
- 10 décembre : Michael Snow, artiste peintre et pianiste de jazz.
- 13 décembre : Christopher Plummer, acteur.
- 23 décembre : Patrick Watson, acteur et réalisateur.
- 28 décembre : Terry Sawchuk, gardien de but de hockey sur glace.

## Décès
- 6 janvier : George Henry Murray, premier ministre de la Nouvelle-Écosse.
- 14 janvier : Alexander Bannerman Warburton, premier ministre de l'Île-du-Prince-Édouard.
- 17 janvier : William Leonard Hunt, appelé grand Farini, cascadeur de cirque.
- 18 janvier : Theodore Arthur Burrows, lieutenant-gouverneur du Manitoba.
- 29 janvier : John Howatt Bell, premier ministre de l'Île-du-Prince-Édouard.
- 17 février : James Colebrooke Patterson, lieutenant-gouverneur du Manitoba.
- 28 mars : Lomer Gouin, premier ministre du Québec.
- 29 mars : Hugh John Macdonald, premier ministre du Manitoba et fils du premier premier ministre du Canada John Alexander Macdonald.
- 17 avril : Clifford Sifton, homme politique.
- 8 juin : Bliss Carman, poète.
- 23 juin : William Stevens Fielding, premier ministre de la Nouvelle-Écosse.
- 4 septembre : Dina Bélanger, sœur religieuse mystique.
- 10 octobre : Elijah McCoy, inventeur.